# PSR J0540-6919
PSR J0537-6910 (PSR B0540-69)är en pulsar belägen i ytterkanten av Tarantelnebulosan i Stora magellanska molnet (LMC) i södra delen av stjärnbilden Svärdfisken. Den har en skenbar magnitud av ca 20,8 (G) och kräver ett teleskop med gammadetektor för att kunna observeras. Baserat på en uppmätt parallax av ca 0,672 beräknas den befinna sig på ett avstånd av ca 163 000 ljusår (ca 50 000 parsec). Den är den första exogalaktiska gammastrålande pulsaren som upptäckts. Den roterar lite under 20 varv per sekund och är ungefär 1700 år gammal. 

## Observation
Denna krabbaliknande pulsar upptäcktes först i röntgenbandet 1984 och upptäcktes därefter vid radiovåglängder. Astronomer tillskrev ursprungligen strålningen till kollisioner av subatomära partiklar som accelererade i chockvågorna som producerades av supernovaexplosioner och det tog mer än sex år av observationer av Fermi Gamma-ray Space Telescope för att upptäcka gammastrålningspulseringar från PSR J0540-6919.
År 2015 fastställdes att PSR J0540-6919 är usprung för ungefär hälften av gammastrålningsflödet från Tarantelnebulosan. Den identifierades som en stark källa av gammastrålning tidigt i Fermiuppdraget.